# Limenitis jumaloni
Limenitis jumaloni är en fjärilsart som beskrevs av Schröder 1976. Limenitis jumaloni ingår i släktet Limenitis och familjen praktfjärilar. Inga underarter finns listade i Catalogue of Life.